# بيتر ليندغرين
بيتر ليندغرين (بالسويدية: Peter Lindgren)‏ هو ممثل سويدي، ولد في 13 ديسمبر 1915 في السويد، وتوفي بنفس المكان في 30 مايو 1981.

## وصلات خارجية
- بيتر ليندغرين على موقع IMDb (الإنجليزية)
- بيتر ليندغرين على موقع أول موفي (الإنجليزية)
- بيتر ليندغرين على موقع قاعدة بيانات الأفلام السويدية (السويدية)
- بيتر ليندغرين على موقع قاعدة بيانات الفيلم (الإنجليزية)